# ناصر فخرآرایی

ناصر فخرآرایی

کارت خبرنگاری ناصر فخرآرایی

ناصر فخرآرایی (۱۲۹۹ – ۱۵ بهمن ۱۳۲۷) شخصی که در ۱۵ بهمن ۱۳۲۷ در مراسم سالگرد افتتاح دانشگاه تهران در ساعت ۳ بعداز ظهر در مقابل دانشکدهٔ حقوق اقدام به ترور محمدرضاشاه کرد. علی‌رغم اینکه ناصر فخرایی با هفت تیری که در دست داشت پنج گلوله به سمت شاه شلیک کرد اما او از این سوء قصد جان سالم به در برد. فخرآرایی کشته شد و انگیزه‌های او از این کار در هاله ای از ابهام باقی‌ماند.

## زندگی‌نامه
از زندگی ناصر فخرآرایی اطلاعات چندانی در دست نیست. در ۱۲۹۹ در تهران متولد شده، پدرش حسین فخرآرایی پاسبان و مأمور اجراء دارائی بود. حکم تخلیه خانه، تقسیم اموال بین ورثه و مصادره اموال را اجرا می‌کرد. در جریان اجرای یکی از احکام تخلیه و تقسیم اموال با مادر ناصر آشنا گشت و وی را به خانه‌ای آورد که زنان دیگرش هم در آن بودند؛ اما پس از آنکه ناصر را که به دنیا آورد، از آن خانه که خانه‌ای قدیمی حوالی خیابان سیروس و پامنار تهران بود رانده شد.

ناصر فخرآرایی در نوجوانی از خانه گریخت و به عکاسی روی آورداز طرفی هم بازیکن فوتبال بود و در تیم «آفتاب شرق» فعالیت می‌کرد و از آنجا که نصف یکی از لاله‌های گوشش بریده شده بود، به «ناصر یه گوش» معروف بود.

ناصر فخرآرایی در سال ۱۳۲۷ وضع مالی بسیار بدی پیدا کرد؛ چرا که با تعطیلی چاپخانه‌ای در خیابان لاله‌زار که وی در آن کار می‌کرد بیکارشده بود و همین باعث گردید که از زندگی ناامید شود. او از طریق عبدالله ارگانی که یکی از اعضای جوان حزب، و دانشجوی خیلی خوبی بود در ارتباط با حزب توده قرار گرفت. از طرفی هم چون عضو اتحادیه‌های کارگران چاپخانه بود و عضویت آنجا را داشت با گردانندگان روزنامه پرچم اسلام که متعلق به فقیهی شیرازی دامادِ آیت الله کاشانی بود ارتباط برقرار نمود. و تصمیم به ترور شاه گرفت.

## ترور در دانشگاه تهران

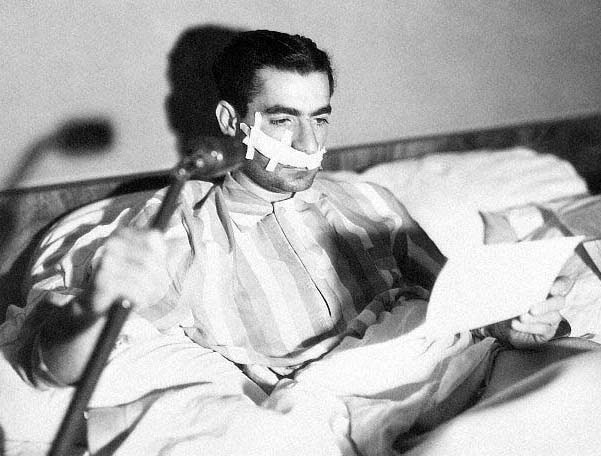
محمدرضا پهلوی پس از ترور نافرجام در سال ۱۳۲۷ خورشیدی

کارت خبرنگاری ناصر فخرآرایی روزنامهٔ پرچم اسلام

در مراسم سالگرد افتتاح دانشگاه تهران؛ در روز ۱۵ بهمن سال ۱۳۲۷ محمدرضا شاه برای اعطای دانشنامه تحصیلی به دانشجویان دانشکدهٔ حقوق به آنجا رفت. او ساعت ۳ بعداز ظهر با لباس رسمی نظامی به همراه سرتیپ دفتری که همراه وی بود با اتومبیل وارد محوطه دانشگاه شدند، علی‌اکبر سیاسی رئیس دانشگاه، وزیر فرهنگ و نمایندگان استادان جلوی در ورودی در انتظار ایستاده بودند.
شاه به طرف پله‌هایی که به در اصلی دانشکدهٔ حقوق منتهی می‌شد به راه افتاد، تمام عکاسان شروع به گرفتن عکس کردند.

ناصر فخرآرایی که در هیئت عکاس و خبرنگار روزنامه پرچم اسلام به مراسم راه یافته و پای پله‌های دانشکده به انتظار ایستاده بود به محض اینکه شاه را در نزدیکی خودش دید پشت دوربینِ کهنهٔ خود را باز کرد و سلاح کمری کوچکی را از داخل آن درآورد و شروع به تیراندازی کرد. با آنکه فاصله او با شاه کمتر از دو متر بود ولی اولین تیر به کلاه شاه خورد. تیر دوم هم به بالای لبش خورد و خون جاری گشت. شاه بدون اینکه از جایی که ایستاده بود تکان بخورد حرکاتی می‌کرد و بدنش را به طرف چپ و راست خم می‌کرد تیرهای بعدی به پشت او خورد که فقط لباس افسری را سوراخ کرد. فخرایی در حالی که شاه به چپ و راست منحرف می‌شد اسلحه را به طرف قلب شاه نشانه گرفت ولی پس از شلیک، گلوله به شانه شاه خورد. او وقتی ماشه را برای شلیک تیر ششم و آخر کشید گلوله در لوله گیر کرد؛ در این هنگام فخرآرایی هفت تیر را به طرف شاه پرت کرد و قصد فرار داشت.

هرچند که شاه داد زد او را زنده بگیرند ولی سرتیپ صفاری رئیس شهربانی وقت با اسلحه کمری خود به ناصر فخرآرایی تیراندازی کرد و او نقش بر زمین شد، وسپس گلوله‌هایی از سوی نظامی‌های همراه شاه از جمله استوار دوم احمد اقبالی و رسول عمادی و استوار یکم محمد شکاری ترشیزی بطرف او سرازیر شد.در این موقع که همه مات و مبهوت بودند فقط صدای منوچهر اقبال وزیر بهداری شنیده می‌شد که می‌گفت: آقا نکشید، بگذارید زنده بماند ببینیم محرک او کیست؟

ناصر فخرآرایی در دم جان خود را از دست داد اما شاه در این حادثه آسیب جدی ندید و به بیمارستان شمارهٔ دو ارتش برای پانسمان انتقال یافت. او پس از پانسمان به کاخ اختصاصی رفته و اعلامیه‌ای از طرف پزشکان معالج مبنی بر سلامتی وی انتشار یافت.

## اسرار و گمانه زنی‌های علل ترور

تصویر جنازهٔ ناصر فخرآرایی

پس از ناکام ماندن ترور کوشش طبیعی عوامل ترور از میان بردن سرنخهاست آنچه روشن است هیچ تضمینی وجود نداشت که از پنج گلوله ای که یکیشان به گونه شاه خورد یکی به مغز او اصابت نکند اما مانند موارد مشابه مخالفان اکثرا پیرو ایدئولوژی در تبلیغ در این‌باره هم با نگاه ایدئولوژیک علیه شخص شاه که هدف ترور بوده کوشیده اند
گفته شده در بررسی‌های به عمل آمده در روزهای پس از ترور مشخص شد که کارت خبرنگاری روزنامهٔ پرچم اسلام برای ناصر فخرآرایی به توصیه رکن دوم ستاد ارتش صادر شد و صبح روز ۱۵ بهمن از طرف فقیهی شیرازی مدیر این روزنامه به او داده شده‌است. این کارت را سرباز وظیفه‌ای بنام رضا زاهدی که ماشین‌نویس رکن ۲ بوده، شب قبل در مطب دکتر فقیهی ماشین کرده بود. مشخص نیست که چرا کارت خبرنگاری روزنامهٔ پرچم اسلام برای فخرآرایی صادر شد، درحالی‌که قبلاً کارت خبرنگاری دیگری از روزنامه فریاد ملت داشته‌است! از سوی دیگر در جریان حادثه، ناصر فخرآرایی چند گلوله بسوی شاه شلیک می‌کند که تنها باعث جراحت سطحی در ناحیه لب او می‌گردد و متقابلاً سرتیپ صفاری رئیس شهربانی گلوله‌ای به پای ضارب می‌زند و او را زخمی می‌کند و فخرآرایی اسلحه خود را رها می‌کند سرپاسبان عبدالرسول از پشت سر او را می‌گیرد. در این حال شاه فریاد می‌زند او را نکشید و احمد متین‌دفتری استاد دانشکدهٔ حقوق، فرمان شاه را تکرار می‌کند، اما افراد ناشناس از پشت سرپاسبان را آماج گلوله قرار می‌دهند و او خود را کنار می‌کشد و سپس نظامیان ناصر فخرآرایی را گلوله‌باران می‌کنند تا هرگونه احتمال فاش شدن اسرار پشت پردهٔ این ترور از بین برود.

حسین مکی در مقاله‌ای تحت عنوان خاطرهٔ سوء قصد به شاه در این باره می‌نویسد: «... یکی از نمایندگان مجلس که در موقع کشتن ضارب حضور داشتند اظهار می‌کرد همینکه اولین گلوله به طرف ضارب شاه رها شد، ناصر فخرآرایی دست‌ها را به علامت تسلیم بالا نگهداشته، اظهار داشت: «اینکه دیگر قرار نبود!» البته معنی این کلام این بود که شما تضمین کرده بودید آزار و اذیتم نکنید، پس چرا تیراندازی می‌کنید؟ نمایندهٔ مزبور اظهار می‌کرد: برای آنکه ضارب جمله دیگری از دهانش خارج نشود، سیل گلوله از سوی نظامی‌ها بطرف او سرازیر شد. روز بعد در جراید نوشته شد ناصر فخرآرایی با چهار گلوله از پای درآمده، درحالی‌که از کالبد شکافی دانشگاه به من خبر دادند که در بدن فخرآرایی جای یازده گلوله دیده شده‌است…»

شاه بعدها در محافل خصوصی و به‌طور مبهم، رزم آرا را مسئول ترور خود معرفی می‌کرد. برخی معتقدند این ترور (با توجه به تعداد گلوله‌های شلیک شده (پنج گلوله) و ناموفق بودن آن و همچنین گلوله‌باران شدن ضارب توسط محافظان شاه پس از اتمام گلوله هایش!) احتمالاً توسط خود شاه تدارک دیده شده‌است. روایت رسمی و البته متناقض رژیم شاه از ترور نیمه بهمن ۱۳۲۷ این بود که یک متعصب مذهبی وابسته به حزب توده مسئول ترور بوده‌است. چرا که محمدرضاشاه به شدت از تمایلات ضد سلطنتی این حزب بیمناک بود؛ بنابراین از این حادثه استفاده لازم را برد و به‌شدت تمام علیه حزب توده عمل نمود.
بنا به پژوهش بهمن زبردست که در آن قطعنامه کمیته مرکزی حزب توده ایران، به تاریخ اوّل مارس ۱۹۵۷ برابر با ۱۰ اسفند ۱۳۳۵، دربارهٔ سوءقصد به محمد رضا شاه، بازنشر و در آن دیدگاه رسمی حزب توده ایران دربارهٔ نقش کیانوری در سوءقصد ناصر فخرآرایی به شاه، بررسی شده‌است، طبق این قطعنامه، کیانوری باوجود اطلاع از ارتباط معاون انتظامات حزب، عبدالله ارگانی، با ناصر فخرآرایی و برنامه‌ریزی او برای سوءقصد به شاه، نه‌فقط وی را مورد توبیخ قرار نمی‌دهد و از عمل باز نمی‌دارد بلکه به بیانات او به‌نحوی سرسری نگریسته و هیئت‌اجرائیه را نیز از این جریان بی‌خبر می‌گذارد. برای همین بی‌انضباطی، کمیتهٔ مرکزی حزب توده ایران، در این قطعنامه، ضمن توبیخ کیانوری و موظف نمودن او به انتقاد از خود، وی را تا زمان جلب اعتماد کمیتهٔ مرکزی، از مشاغل تشکیلاتی در کادر هیئت‌اجرائیه کنار گذاشته و فعالیت‌های حزبی‌اش را به رشته‌های تبلیغی و تدریسی محدود نموده‌است.